# Hervé Ndonga
Hervé Mianga Ndonga (Kinshasa, 2 maggio 1992) è un calciatore della Repubblica Democratica del Congo, difensore del Blessing Kolwezi.